# Disc dur

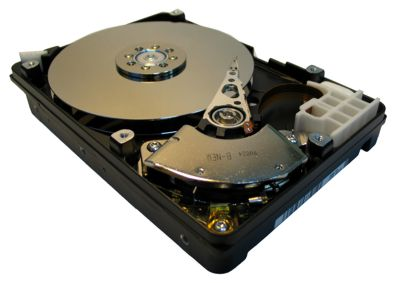
Interior d'un disc dur on s'aprecien els discs magnètics apilats, el capçal de lectura/escriptura superior

Un disc dur (en anglès Hard Disk Drive o HDD) és un dispositiu d'emmagatzemament no volàtil. S'hi guarden grans quantitats de dades digitals en la superfície magnetitzada dels diversos discs (platter) que conté, els quals giren a gran velocitat. Forma part del maquinari de la majoria dels ordinadors actuals. Dins els diferents tipus de memòries és classificat com a memòria secundària. L'adjectiu "dur" se'ls hi aplica en contrast amb el floppy disk o disc flexible, anteriors als discs durs. El 1956 els discs durs foren introduïts per primer cop al mercat de la mà d'IBM. Originalment, van ser desenvolupats per a ordinadors de propòsit general. Les característiques principals d'un disc dur són la seva capacitat d'emmagatzematge (actualment d'uns quants gigabytes (GB) a un terabyte (TB), la velocitat de transferència (throughput, en MB/s), i el temps d'accés (en ms), que alhora ve condicionat per la velocitat de rotació (rpm o rotacions per minut).
Al segle xxi, les aplicacions dels discs durs s'han ampliat fins a incloure videocàmeres, reproductors d'àudio, PDAs, càmeres fotogràfiques i videoconsoles. El 2005 es va presentar el primer mòbil que incloïa disc dur, fabricat per Samsung i Nokia. La necessitat de sistemes d'emmagatzemament a gran escala i que fossin fiables, independents d'un dispositiu en particular, ha dut a la introducció de noves configuracions, com RAID (Redundant Array of Independent/Inexpensive Disks), emmagatzemament vinculat a la xarxa (Network-attached storage o NAS). Noti's que tots aquests sistemes, tot i no aparèixer a primera vista com a computadors, són tots de fet sistemes incrustats.

## Història
El primer disc dur va ser creat el 1956 per IBM i formava part del sistema 305 RAMAC (Random Access Method of Accounting and Control). Entre aquest primer disc dur i els minúsculs discs durs actuals, l'evolució ha estat fins i tot més dramàtica que en el cas de la densitat creixent dels transistors, governada per la llei de Moore. El disc dur del RAMAC, creat per un equip dirigit per Reynold B. Johnson, era format per 50 discs, pesava una tona i la seva capacitat era de 5 MB. Més gran que una nevera actual, aquest disc dur treballava encara amb vàlvules electròniques i requeria una consola separada per al seu maneig. El seu gran mèrit consistia en el fet que el temps requerit per a l'accés a una dada no depenia de la ubicació física del mateix i aquest temps era aproximadament d'un segon. En les cintes magnètiques, en canvi, per a trobar una informació donada, era necessari enrotllar i desenrotllar els rodets fins a trobar la dada buscada.

## Tecnologia

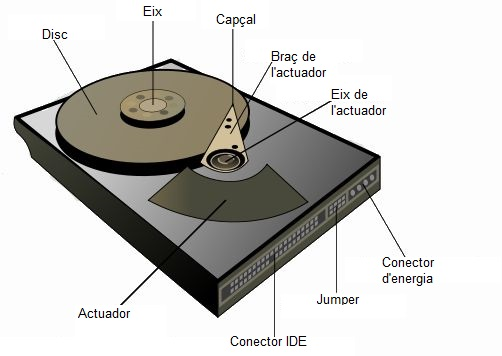
Parts principals d'un disc dur

El disc dur enregistra les dades per magnetització direccional de materials ferromagnètics. Per representar els dígits binaris (0 i 1) s'utilitzen canvis seqüencials en la direcció de la magnetització. Les dades es llegeixen del disc dur detectant les transicions de la direcció de la magnetització i descodificant les dades escrites originalment. S'utilitzen diferents sistemes de codificació, com per exemple el Modified Frequency Modulation, el Group Code Recording o el Run Length Limited.
El disseny típic d'un disc dur consisteix en un eix que se sosté un o més discs circulars anomenats plats (platter), on les dades són enregistrades. Els plats són fets d'un material no magnètic, normalment de vidre o d'un aliatge d'alumini, i són recoberts amb una fina capa superficial de material magnètic, habitualment d'un gruix de 10 a 20 nm (el gruix d'un full de paper corrent oscil·la de 0,07 a 0,18 mil·límetres, de 70.000 a 180.000 nm) recoberta al seu torn amb una capa de carboni com a protecció. Els discs més antics utilitzaven l'òxid de ferro com a material magnètic.
Aquests plats estan dissenyats per agafar grans velocitats, entre les 3.000 voltes o revolucions per minut (rpm) dels dispositius portàtils de baix consum fins a les 15.000 rpm en el cas dels discs destinats a servidors d'alt rendiment. La informació és llegida i escrita mentre els plats són en rotació, mitjançant un mecanisme anomenat capçal de lectura/escriptura que opera molt a prop de la superfície magnètica, a unes desenes de nanòmetres als dispositius més nous, el fet de no tenir contacte amb la superfície permet evitar la calor que es produiria pel fregament i augmentar la velocitat de gir. El capçal de lectura i escriptura (head en anglès) s'utilitza per detectar i modificar la magnetització del material que es troba immediatament per sota de la seva posició. A un disc modern hi ha un capçal per cada disc magnètic muntat sobre un braç comú per a tots els plats. El mecanisme de posicionament del braç mou el capçal en un arc radial a través dels discs, cosa que permet que els capçals tinguin accés a gairebé tota la superfície del disc a mesura que gira. El braç es mou utilitzant una bobina mòbil o, en els dissenys més antics, d'un motor pas a pas.
A causa de la naturalesa policristal·lina del material magnètic, cadascuna d'aquestes regions magnètiques es compon d'uns pocs centenars de grans cristal·lins. Aquests grans magnètics són d'una grandària típica de 10 nm i cadascun forma un domini magnètic individual. Cada regió magnètica forma en conjunt un dipol magnètic que genera un camp magnètic. La capa magnètica d'aquests plats està dividida conceptualment en moltes regions magnètiques molt petites, de mida inferior al micròmetre, denominades dominis magnètics que s'utilitzen per codificar la informació. En els dispositius antics aquestes regions s'orientaven en sentit horitzontal i paral·lel a la superfície del disc, però a partir del 2005 l'orientació es va canviar en utilitzar un enregistrament perpendicular per permetre una menor separació dels dominis magnètics.
Per a emmagatzemar dades de manera fiable és necessari que el material de la superfície d'enregistrament sigui resistent a la desmagnetizació que es produeix quan els dominis magnètics es repelen entre si. Antigament, s'havia utilitzat òxid de ferro III com a material magnètic, però als discs actuals s'utilitza un aliatge a base de cobalt. La resistència d'un material a la desmagnetització es coneix com la seva coercitivitat magnètica (HC) i es mesura en amperes per metre en el Sistema Internacional, a més coercitivitat del material més estabilitat de les dades enregistrades, però en necessitarà més energia per enregistrar-les.
Un capçal d'escriptura magnetitza una regió magnètica mitjançant la generació d'un fort camp magnètic local. Els primers discs durs utilitzaven un electroimant, tant per a magnetitzar una regió com per a llegir el seu camp magnètic fent servir la inducció electromagnètica. Les versions posteriors dels capçals d'inducció van utilitzar la tecnologia anomenada Metall-in-Gap (MIG) i la de pel·lícula prima. Quan la densitat de dades va augmentar es van començar a utilitzar capçals de lectura que utilitzaven el principi de la magnetoresistència (MR), la resistència elèctrica del capçal canviava d'acord amb la força magnètica del plat.
En els desenvolupaments posteriors s'ha aplicat l'espintrònica (electrònica de l'espín) en el disseny dels capçals, la magnetoresistència era molt més gran que en els dispositius anteriors i va rebre el nom de magnetoresistència gegant (GMR de l'anglès Giant MagnetoResistance). En els capçals actuals els elements de lectura i escriptura es troben separats, tot i que molt propers. L'element de lectura és magneto-resistiu mentre que el de lectura acostuma a basar-se en la pel·lícula prima inductiva.
Els capçals es mantenen sense tocar la superfície del plat gràcies a l'aire que hi ha a prop de la superfície del plat, aquest aire es mou a una velocitat molt propera a la del plat fent un efecte de coixí que evita el contacte del capçal amb la superfície. La distància entre el capçal i la superfície s'ha anat reduint amb el temps i en l'actualitat pot arribar a ser menor de 0,1 µm. Tanmateix, durant les operacions d'arrencada i aturada del disc els capçals toquen la superfície perquè la separació depèn de la velocitat de gir.
A les unitats de disc modernes, la petita grandària de les regions magnètiques fa que sigui possible que perdin el seu estat magnètic a causa dels efectes tèrmics. Per contrarestar aquest perill, els plats estan recoberts per dues capes magnètiques paral·leles, separades per una capa de ruteni, un element no magnètic, d'un gruix de 3 àtoms, mentre que les dues capes de material magnètic són magnetitzades en sentit oposat, per tal de reforçar-se mútuament. Una altra tecnologia utilitzada per superar els efectes tèrmics tot permetent una major densitat és la gravació perpendicular, emprada comercialment per primer cop el 2005, i d'ús molt general a partir del 2007.

## Capacitat
Els fabricants de discs durs es refereixen a la capacitat d'un disc utilitzant múltiples del SI (en potències de 10), així un terabyte són 1000=10³ gigabytes i un gigabyte són 1000=10³ megabytes. Però cal fer notar que el programari, i els sistemes de fitxers, indiquen la capacitat en potències de 1024, per això l'espai disponible és una mica menor que la capacitat de la publicitat. La discrepància entre els dos mètodes de mesura ha tingut greus conseqüències financeres per a almenys un fabricant de discs durs (Western Digital) arran d'un judici promogut pels consumidors argumentat que la utilització de diferents mètodes de mesura era per enganyar els consumidors.
Els xips de semiconductor que s'utilitzen en la fabricació de les memòries s'organitzen de manera que la mida de la seva capacitat s'expressa en múltiples de potències de dos. Per contra, els discs durs no tenen una mida binària inherent. La capacitat és el producte del nombre de capçals (que acostuma a coincidir amb el nombre de cares), el nombre de cilindres, el nombre de pistes, el nombre de sectors per pista, i la mida de cada sector. La mida dels sectors ha estat estandarditzada per conveniència en valors de 256 o 512 bytes, i més recentment també de 4096 bytes, que són potències de dos. Això pot causar una mica de confusió perquè els sistemes operatius poden informar de la capacitat d'un disc dur utilitzant unitats amb uns prefixos binaris que s'incrementen en potències de 1024.
Donada una unitat de disc d'un terabyte (1 TB), esperarien que tingués una capacitat al voltant d'1 bilió de bytes (1.000.000.000.000) o 1000 GB, i de fet, la majoria d'unitats de disc d'1 TB tenen una capacitat una mica més gran que aquest nombre. No obstant això, algunes utilitats del sistema operatiu informaran d'una capacitat al voltant de 931 GB o 953.674 MB. El valor real de la capacitat un cop formatat el disc serà una mica més petit encara, i dependrà del sistema de fitxers. A continuació es mostren diverses formes de presentació d'un terabyte.
| Prefixos del SI (disc dur)  | equivalent             | Prefixos binaris (SO)      | equivalent           |
| --------------------------- | ---------------------- | -------------------------- | -------------------- |
| 1 TB (Terabyte)             | 1 * 10004 B            | 0,9095 TiB (Tebibyte)      | 0,9095 * 10244 B     |
| 1000 GB (Gigabyte)          | 1000 * 10003 B         | 931,3 GiB (Gibibyte)       | 931,3 * 10243 B      |
| 1.000.000 MB (Megabyte)     | 1.000.000 * 1000² B    | 953.674,3 MiB (Mebibyte)   | 953.674,3 * 1024² B  |
| 1.000.000.000 KB (Kilobyte) | 1.000.000.000 * 1000 B | 976.562.500 KiB (Kibibyte) | 976.562.500 * 1024 B |
| 1,000,000,000,000 B (byte)  | -                      | 1.000.000.000.000 B (byte) | -                    |

### Terminologia

Diagrama de les característiques d'un disc dur en quant a capacitat

Alguns dels principals termes per a calcular la capacitat d'un disc són:
- Plat: Cadascun dels discos que hi ha dintre del disc dur.
- Cara: Cadascun dels dos costats d'un plat
- Capçal: El nombre de capçals; equival a donar el nombre de cares, ja que hi ha un capçal per cara.
- Pista: Una circumferència dintre d'una cara; la pista 0 està situada a la vora exterior.
- Cilindre: Conjunt de diverses pistes; són totes les circumferències que estan alineades verticalment (una de cada cara).
- Sector: Cadascuna de les divisions d'una pista. La grandària del sector no és fixa, sent l'estàndard més habitual de 512 bytes. Antigament el nombre de sectors per pista era fix, la qual cosa desaprofitava l'espai significativament, ja que a les pistes exteriors es poden emmagatzemar més sectors que en les interiors.

### Discs de gran capacitat
La capacitat d'un disc dur es pot calcular multiplicant el nombre de cilindres pel nombre de capçals, pel nombre de sectors i pel nombre de bytes per sector (habitualment 512). Aquest mètode rep el nom de CHS, de l'anglès Cilinder-Head-Sector vàlid per discs fins a 8 GB. Les unitats de disc amb interfície ATA i una capacitat de vuit gigabytes o més es comporten com si fossin estructurats en 16.383 cilindres, 16 capçals i 63 sectors, per a compatibilitat amb els sistemes operatius més antics. A diferència del que passava a la dècada del 1980, el valor que el sistema CHS informa a la CPU en el cas d'una moderna unitat de disc ATA ja no es correspon amb els paràmetres físics reals, ja que els nombres reportats són limitats per les interfícies dels sistemes operatius i, a més, la utilització del sistema zone bit recording fa que el nombre real de sectors varii segons la zona. D'altra banda, als discs amb interfície SCSI la direcció de cada sector és un nombre sencer únic, el sistema operatiu ignora la comptabilitat del nombre de capçals o de cilindres.
L'antic sistema CHS ha estat substituït pel LBA, Logical Block Addressing. En alguns casos d'unitats de gran capacitat, es va utilitzar el sistema CHS forçant-lo amb un nombre de capçals igual a 64, quan no hi ha cap unitat moderna que hagi arribat a un nombre de plats proper a 32.
No tot l'espai d'un disc dur està disponible per als arxius de l'usuari. El sistema de fitxers del sistema operatiu utilitza una part de l'espai del disc per organitzar els arxius, gravant els seus noms i la seqüència de les àrees del disc que representa el fitxer. Alguns exemples d'estructures de dades emmagatzemades al disc per recuperar arxius són la FAT (File Allocation Table) del MS-DOS o els inodes dels sistemes Unix. Aquesta sobrecàrrega generada pel sistema d'arxius representa en general menys de l'1% de l'espai en unitats de més de 100 MB.
En el cas de les unitats de tipus RAID, la integritat de dades i els requisits de tolerància a fallades també redueixen la capacitat. Un sistema RAID està format per diverses unitats de disc que apareixen com una única unitat per a l'usuari, però proporciona una certa tolerància a fallades. Per exemple, una unitat de disc RAID 1 serà d'aproximadament la meitat de la capacitat total com a resultat de la duplicació de dades. Per als discs RAID 5 amb x unitats es perdria 1/x del seu espai per paritat d'emmagatzematge.

### Formatar un disc
La presentació d'un disc dur al sistema operatiu vindrà determinada pel seu controlador de disc. Els discs durs moderns, com els SAS (Serial attached SCSI) i els SATA, apareixen en les seves interfícies com un conjunt contigu de blocs lògics, normalment de 512 bytes de longitud, però la indústria està en el procés de canvi vers blocs lògics de 4.096 bytes.
El procés d'inicialització d'aquests blocs lògics en els plats del disc físic és que anomenem formatació de baix nivell, i que generalment es fa a la fàbrica i no acostuma a ser canviat. A continuació la formatació d'alt nivell escriu les estructures del sistema de fitxers en determinats blocs lògics per fer que la resta dels blocs lògics estiguin disponibles per al sistema operatiu i les seves aplicacions.

### Memòria cau del disc
La majoria de discos disposen de sistemes de memòria cau per a millorar els temps d'accés als sectors. Així, en aquestes memòries cau, es pot emmagatzemar el que es preveu que se sol·licitarà en un futur immediat, i també la cua d'escriptures pendents en disc.
Aquestes memòries cau poden estar incorporades en el disc dur mateix, en targetes a part, o poden fer ús de la memòria principal per a aquesta finalitat.

## Factor de forma
Els discs durs utilitzats alsmainframes i els miniordinadors eren de mides molt variades, des de la mida d'una rentadora com el model RP06 de DEC o models pensats per se muntats en bastidors (rack) de 19 polzades com el model 31 de Diablo Data Systems. El 1962, IBM va presentar el seu model de disc 1311, que utilitzava plats de 14 polzades. Aquesta dimensió es va convertir en una mida estàndard per als ordinadors centrals (mainframes) i miniordinadors durant molts anys, però aquestes grans safates mai van arribar a ser utilitzades amb els sistemes basats en microprocessadors.
Amb l'augment de les vendes de microordinadors amb disqueteres per a discs flexibles disposar d'unitats de disc dur de la mateixa mida es va convertir en un objectiu desitjable, i això va conduir a l'evolució del mercat ver l'adopció de certs factors de forma per a les unitats de disc, en un principi derivats de les mides de les unitats de disc flexible de 8, 5,25 i 3,5 polzades. Les mides inferiors a 3,5 polzades s'han convertit en les més populars en el mercat i/o han estat adoptades per diversos grups industrials.
El nom basat en un nombre de polzades, que s'utilitza per a denominar de manera general els diferents factors de forma, no indica cap de les dimensions del producte real (que a més s'especifiquen en mil·límetres en tots els factors de forma més recents), només indica de manera aproximada la mida del diàmetre dels plats, i només es manté per tradició històrica.
- 8 polzades: 241.3 mm × 117.5 mm × 362 mm.
El primer disc dur amb un factor de forma compatible amb les disqueteres de 8 polzades de disc flexible va ser el model SA1000 presentat el 1979 per Shugart Associates.
- 5,25 polzades o cinc i quart: 146,1 mm × 82,55 mm × 203 mm
Aquest factor de forma va ser urilitzat per primer cop per Seagate el 1980,[18] tenia la mateixa mida que les unitats de disc flexible de 5,25 polzades i 3,25 polzades d'altura. La majoria dels models de les unitats de discs òptics de 120 mm (DVD, CD) utilitzen la forma de 5 ¼ polzades half height, però en el cas dels discs durs aquest factor de forma va caure en desús. El model Quantum Bigfoot va ser el darrer a fer-lo servir encara el 1990, amb dues versions una de " perfil baix" (≈ 25 mm) i una de "perfil ultra-baix" (≈ 20 mm).
- 3,5 polzades: 101,6 mm × 25,4 mm × 146 mm = 376,77344 cm³
Aquest petit factor de forma, utilitzat per primera vegada en un disc dur el 1983 per la companyia escocesa Rodime,[19][20] era de la mateixa mida que la unitat "half height" de disc flexible de 3 ½ polzades, d'1,63 polzades d'alt. Avui totalment superat per les unitats d'aquest format de tipus "slimline" o "low-profile" d'una polzada d'alt que s'utilitza a la majoria de discs durs dels ordinadors de sobretaula.
- 2,5 polzades: 69,85 mm × 7–15 mm × 100 mm) = 48,895–104,775 cm3
Aquest petit factor de forma va ser introduït per PrairieTek el 1988,[19] no hi ha un format de disc flexible equivalent. Avui dia s'utilitza àmpliament per a les unitats de disc dur dels dispositius mòbils (ordinadors portàtils, reproductors de música, etc.) i des del 2008 ha substituït les unitats de 3,5 polzades de tipus professional.[21] També s'utilitza en algunes consola de videojocs com la PlayStation 3.[22] Avui en dia, l'altura dominant d'aquest factor de forma és de 9,5 mm per a les unitats dels ordinadors portàtils (en general amb dos plats a l'interior), però les unitats que tenen una altura de 12,5 mm (en general amb tres plats) tenen una major capacitat d'emmagatzematge. Les unitats de tipus professional poden tenir una altura de fins a 15 mm.[23] El desembre del 2009 Seagate va llançar una unitat molt prima de 7 mm pensada per als portàtils de nivell bàsic i ultraportàtils de gamma alta.[24]
- 1,8 polzades: 54 mm × 8 mm × 71 mm = 30,672 cm³
Aquest factor de forma, originalment presentat per Integral Peripherals el 1991,[19][25] s'ha convertit en l'ATA-7 LIF amb les dimensions indicades. Cada vegada és més utilitzat en els reproductors d'àudio digital i en els sub-ultraportàtils. Hi ha una variant per a discs durs de mida 2–5 GB que es poden encabir directament en una ranura d'expansió PC-card. Aquest factor de forma va arribar a ser popular gràcies al seu ús en iPods i altres reproductors de MP3 basats en disc dur.
- 1 polzada: 42,8 mm × 5 mm × 36,4 mm
Aquest format va ser introduït el 1999 per IBM per a seu Microdrive[19] que s'encabia dins d'una ranura d'expansió Compact Flash de tipus II. Tanmateix, Samsung anomena el mateix factor de forma com a unitat de disc d'”1,3 polzades” a la fitxa tècnica del seu producte.[26]
- 0,85 polzades: 24 mm × 5 mm × 32 mm
Toshiba va anunciar aquest factor de forma el gener de 2004[27] per al seu ús en telèfons mòbils i aplicacions similars, incloent-hi la compatibilitat amb les ranures d'expansió de tipus SD i MMC per a l'emmagatzematge de vídeo en el telèfons 4G. Toshiba ven actualment una unitat de 4 GB (MK4001MTD) i la versió de 8 GB (MK8003MTD) té el Rècord Guinness de ser la unitat de disc dur més petita.[28]

### Factors de forma actuals
| Factor de forma | Amplada | Altura  | Capacitat màxima | Plats (màxim) |
| --------------- | ------- | ------- | ---------------- | ------------- |
| 3,5″            | 102 mm  | 25,4 mm | 3 TB (2010)      | 5             |
| 2,5″            | 69,9 mm | 7–15 mm | 1,5 TB (2010)    | 4             |
| 1,8″            | 54 mm   | 8 mm    | 320 GB (2009)    | 3             |

### Factors de forma obsolets
| Factor de forma        | Amplada | Capacitat màxima | Plats (màxim) |
| ---------------------- | ------- | ---------------- | ------------- |
| 5.25″ Full-height (FH) | 146 mm  | 47 GB (1998)     | 14            |
| 5.25″ Half-height (HH) | 146 mm  | 19,3 GB (1998)   | 4             |
| 1.3″                   | 43 mm   | 40 GB (2007)     | 1             |
| 1″ (CFII/ZIF/IDE-Flex) | 42 mm   | 20 GB (2006)     | 1             |
| 0.85″                  | 24 mm   | 8 GB (2004)      | 1             |

## Interfícies i control
Els discs durs tenen connexions estàndards per connectar a la placa base.
Els estàndards de sistemes de control són:
- IDE/PATA/ATA (integrated Device electronics). Sistema per a connectar discs durs basats en ATA (Advanced Technology attachment) o paral·lel ATA. El seu ús està decaient per la utilització dels discos SATA, en sèrie.
- SATA o Serial ATA. Evolució dels IDE, amb més velocitat de transmissió.

SATA1 de 1,5GB/s
SATA2 de 3GB/s
SATA3 de 6GB/s
- SCSI (small computer System interface). S'utilitza per a servidors, altes prestacions i Mac. El seu ús va decaient, per la seva evolució de paral·lel a sèrie. No són compatibles amb IDE.
- SAS (serial Attached SSI) Per a servidors i altes prestacions, evolució de SCSI a SAS (de paral·lel a sèrie).

Si un servidor té connexió SATA, no és compatible amb SAS, però si la connexió és SAS, sí que hi ha compatibilitat amb SATA.
Els discs durs IDE de portàtil no són compatibles amb els discs durs IDE d'ordinadors de sobretaula i al contrari.
Els discs durs SATA tant de portàtil com d'altres dispositius sí que són compatibles

## Fabricants principals

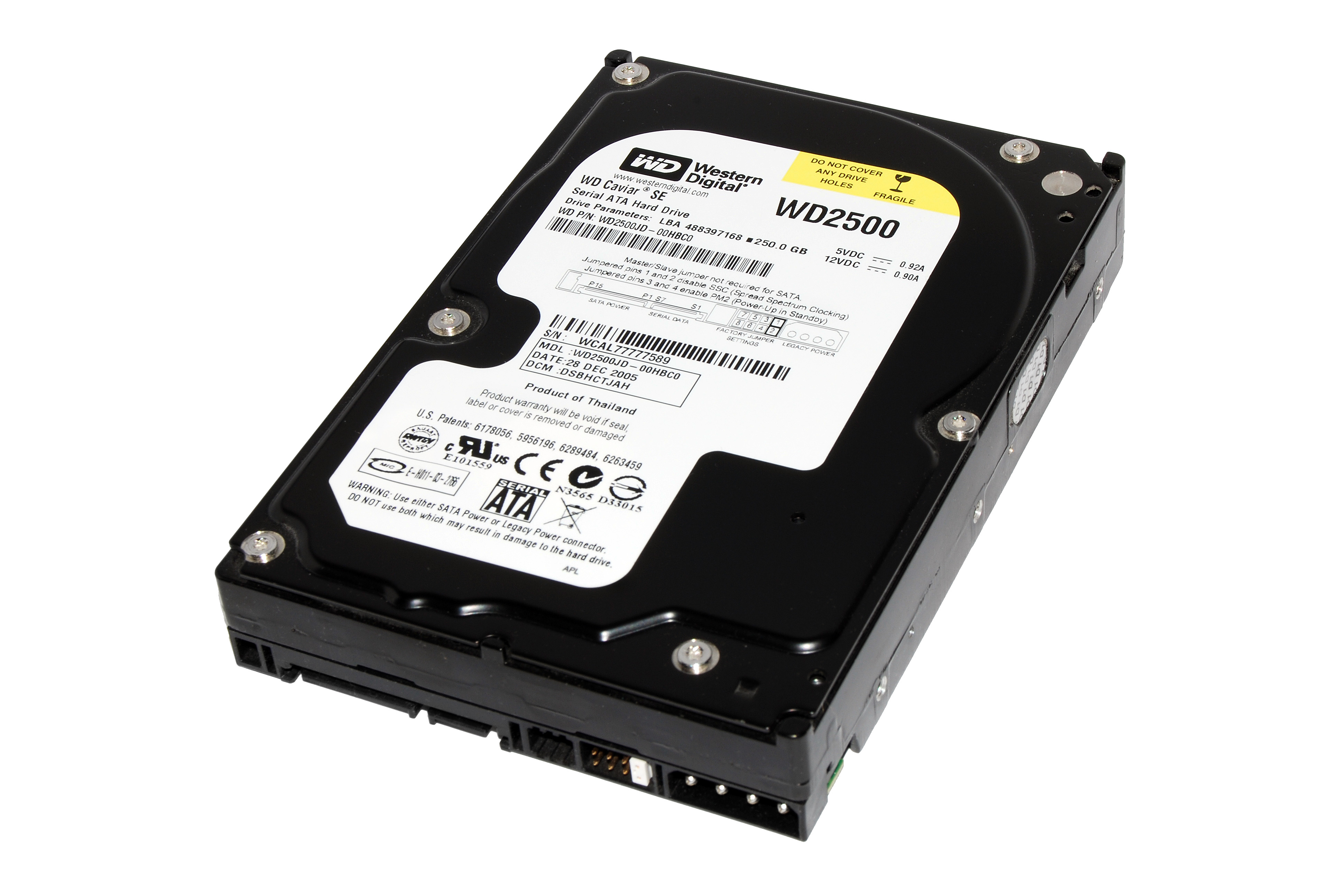
Un Western Digital 3,5 polzades 250 GB HDD.

Els recursos tecnològics necessaris i els processos de fabricació i producció dels discs moderns impliquen que des del 2007, més del 98% dels discs durs del món els fabriquin un petit grup de grans empreses: Seagate (que actualment és propietària de Maxtor), Western Digital, Samsung i Hitachi (que és propietària de l'antiga divisió de fabricació de discs durs d'IBM). Fujitsu segueix fabricant discs portàtils i discs especials per a servidors, però va deixar de fabricar discs durs per a ordinadors de sobretaula el 2001, i la resta la va vendre a Western Digital. Toshiba és un dels principals fabricants de discs durs per a ordinadors portàtils (2,5 i 1,8 polzades). Finalment, ExcelStor és un petit fabricant de discs durs que encara perdura.

## Modes de transferència
- PIO (programmed input/output). Sistema en el qual és el processador l'encarregat de controlar les peticions de lectura/escriptura en disc. És un sistema molt lent i poc eficient que requereix que la CPU destini molt de temps a aquest tipus d'operacions i al seu control.

- DMA (direct memory access). El seu ús està condicionat a la presència d'aquesta característica en el joc de xips de la placa base. En aquest cas, es transfereixen les dades des del disc a la memòria o viceversa sense que hi intervingui el processador. El controlador de la DMA és el que gestiona la transferència.

- Ultra DMA. Sistema que millora l'anterior. Exemples d'aquest tipus són ATA-6 i ATA-7.

- Block mode. Sistema que consisteix a agrupar diverses operacions de lectura o escriptura per a controlar-les conjuntament. Comporta una millora en el rendiment. Aquesta característica s'ha d'activar (en cas de ser suportada) mitjançant el BIOS.